# Château de Reuilly
Château de Reuilly byl královský merovejský palác na území dnešní Paříže ve 12. obvodu.

## Historie
Hrad nechal vystavět merovejský král Dagobert I. kolem roku 629. Existuje listina z roku 637, která spojuje krále Dagoberta se sídlem Reuilly (Ruilliacum), ale zdá se, že odkazuje spíše na Reuilly v Indre, protože text jmenuje Reuilly spolu s jinými místy v Berry. Pravost této listiny byla zpochybňována vzhledem k její stylistice a dataci, ale Reuilly (v Indre) byl připojen k opatství Saint-Denis na konci 10. století. V paláci Reuilly (Romiliacum) Dagobert I. v roce 629 zavrhl svou manželku Gomatrudu.
| „                 | Z Chalonu, kde vykonával svou práci, cestoval do Auxerre přes Autun a poté přes Sens do Paříže. Na radu Franků nechal královnu Gomatrudu ve vile v Reuilly, protože byla sterilní, a vzal si Nanthildu, mimořádně krásnou dívku a udělal z ní svou královnu. | “ |
| — Gesta Dagoberti | |   |

Palác byl ještě v roce 1359 majetkem francouzských králů, protože tehdy král Jan II. slíbil Humbertovi II., alexandrijskému patriarchovi, že mu jej prodá.